# ساز شستی‌دار

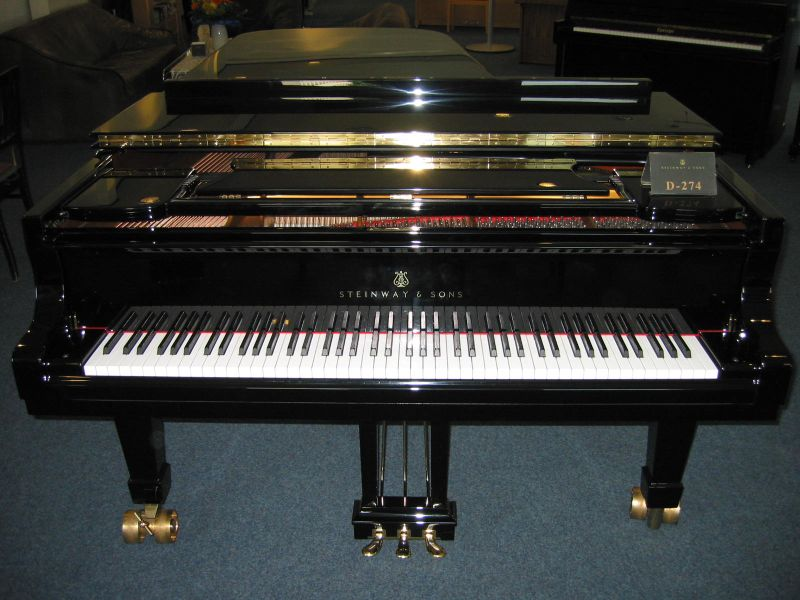
پیانو، عامه پسندترین ساز شستی‌دار

ساز شستی‌دار سازی است که برای نواختن آن از صفحه‌کلید استفاده می‌شود. انواع سازهای شستی دار شامل ارگ، ارگ بادی، ارگ هموند، پیانو، کلاویکورد، هارپسیکورد، چلستا، آکوردئون، ملوترون و سینث سایزر می‌باشد که شناخته شده‌ترین این‌گونه سازها پیانو و ارگ است.

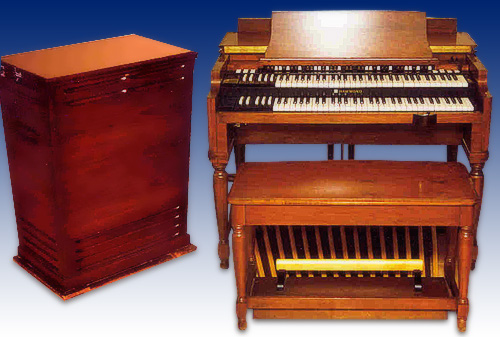
ارگ هموند با بخشی از بلندگوی لسلی

## انواع سازهای شستی دار

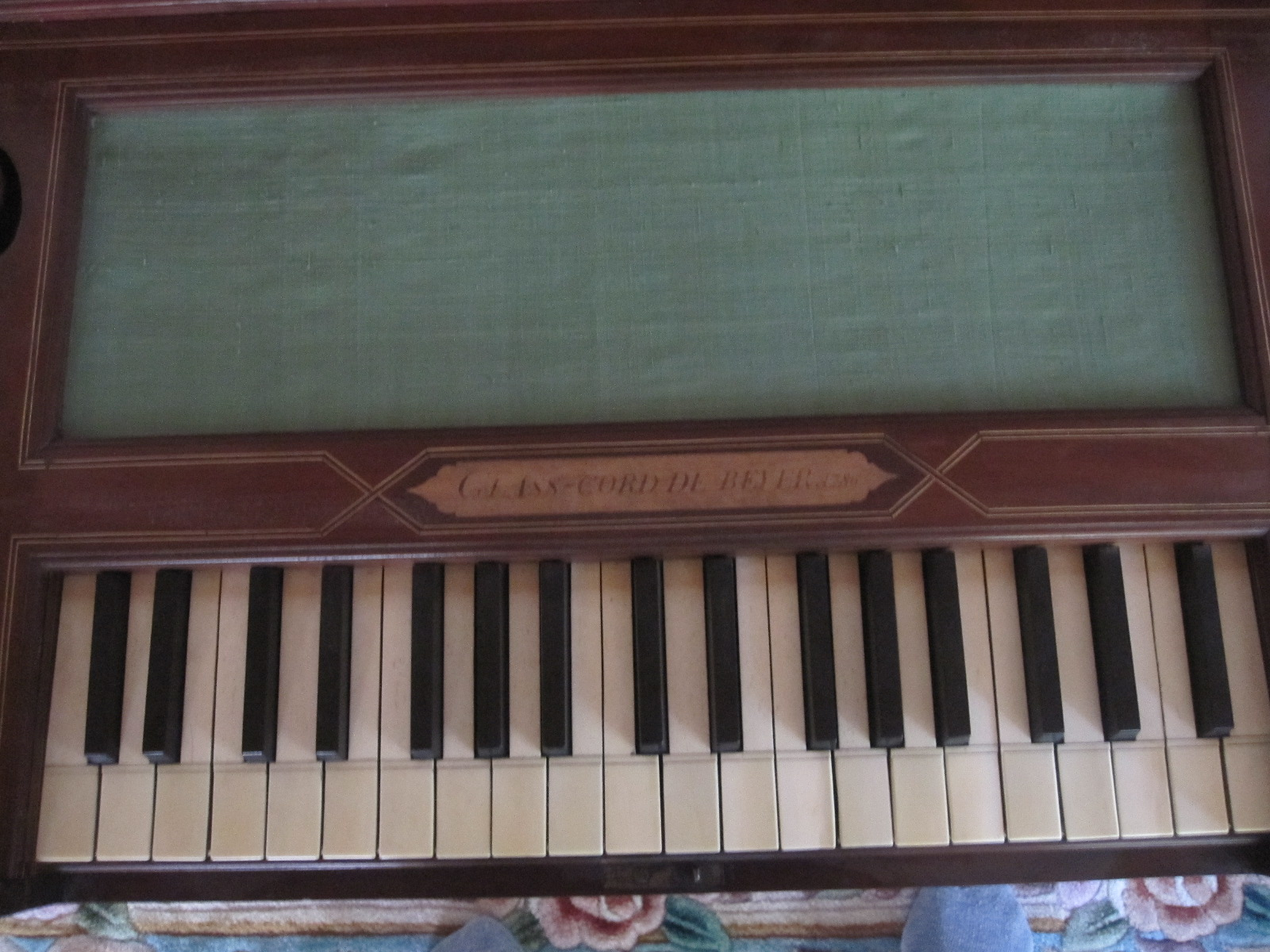
يكي از سازي هاي قديمي

### ارگ - Organ
از سازهای بادی است که نت‌های آن بر روی صفحه‌کلید اجرا می‌شود. این ساز از قدیمی‌ترین سازها در فرهنگ اروپائی است و در اجرای موسیقی مذهبی و کلیسایی از دیرباز بکار می‌رفته‌است. در منابع عربی و فارسی قدیم به این ساز ارغنون می‌گفتند.

### ارگ بادی - Pipe organ
از انواع سازهای بادی است که صدای آن به وسیلهٔ دمیده شدن هوای تحت فشار ایجاد می‌شود. این صدا توسط لوله‌هایی هدایت می‌شود. کنترل این صداها توسط صفحه کلید انجام می‌شود. این ساز از قدیمی‌ترین سازهای ساخته شده توسط اروپاییان است و بیشتر در موسیقی مذهبی و کلیسایی کاربرد دارد. در زبان فارسی به این ساز ارغنون گفته می‌شود

### ارگ هموند - Hammond organ
گونه‌ای ارگ برقی است که توسط لارنس هموند و جان م. هانرت در سال ۱۹۳۵ اختراع شد. مدلهای متفاوتی تولید گردید که از میله‌های کشویی برای تولید انواع صدا استفاده می‌کرد.

### پیانو - Piano
یکی از سازهای صفحه‌کلیددار و مشهورترین آن‌ها است. صدای پیانو در اثر برخورد چکش‌هایی با سیم‌های فلزی آن در داخل جعبه چوبی تولید می‌شود. این چکش‌ها در اثر فشرده شدن کلیدها (کلاویه‌ها) به حرکت در می‌آیند. سیم‌های پیانو به صفحه‌ای موسوم به «صفحهٔ صدا» متصل شده‌اند که نقش تقویت‌کنندهٔ صدای آن‌ها را دارد. پیانو سه پدال دارد که پدال اول از سمت راست نقش اکو گرفتن را دارد. پدال دوم نقش کم کردن صدا را دارد اما صدا را گنگ و خفه می‌کند. پدال سوم صداها را متوقف می‌کند و برای شروعی دوباره آماده می‌کند.

### کلاویکورد - Clavichord
یک ساز شستی‌دار مشابه کیبورد است. این ساز سال‌های زیادی به‌ویژه در قرن شانزدهم، هفدهم و هیجدهم بسیار معروف بود. در کلاویکورد با ضربه زدن به سیم‌های برنجی یا آهنی با تیغهٔ‌های کوچکی که تنجنت نامیده می‌شوند صدا تولید می‌شود. ارتعاشات از طریق پل به تختهٔ موجد صدا منتقل می‌شود. کلاویکورد در اوایل قرن چهاردهم اختراع شد.

### هارپسیکورد - harpsichord
یکی از سازهای کلاویه‌دار است. شکل ظاهریِ هارپسیکورد تقریباً شبیه پیانو است، اما شیوهٔ ایجاد صدا در این دو ساز با هم تفاوت‌هایی دارد؛ در هارپسیکورد، با فشردن کلاویه‌ها و حرکت اجزای یک سیستم مکانیکی متصل به آن‌ها، زائده‌های کوچک (مضراب مانند) سیم‌ها را به ارتعاش درمی‌آورَد و صدا ایجاد می‌شود.

### سینث‌سایزر - Synthesizer
(به فارسی: ساز برقی یا ترکیب‌کننده) ابزار الکترونیکی است که قادر به تولید انواع مختلف صدا و ترکیب سیگنال‌های با فرکانس متفاوت است. سینث‌سایزر به جای تولید صدای مستقیم طبیعی سیگنال‌های الکتریکی می‌سازد که می‌تواند متعاقباً از داخل بلندگو یا هدفون پخش شود.

### ملوترون - Mellotron
نوعی کیبورد الکترومکانیکی با قابلیت چندصدایی و بازپخش است که نخستین بار سال ۱۹۶۳ از روی سازی مشابه به نام چمبرلین در بیرمنگام ساخته شد. مزیتش نسبت به چمبرلین در قابلیت تولید انبوه بود.

### آکاردئون - Accordion
یک ساز بادی شستی‌دار با سطح مورب متحرک در دو طرف و بدنه فانوسی است. این ساز در اوایل قرن نوزدهم در اروپا اختراع شد و معمولاً در موسیقی محلی اروپا، آمریکای شمالی، آمریکای جنوبی و روسیه مورد استفاده قرار می‌گیرد. قدیمی‌ترین نام این ساز هارمونیکا است که یک اسم یونانی بوده و به معنی هارمونی موسیقایی به کار برده می‌شده‌است.
آکوردئون ساز آلمانیِ مشهوری است که شهرت جهانی از نظر سادگی و لطافت صدا را به خود اختصاص داده‌است

### چِلِستا - Célesta
سازی شستی‌دار دارای مجموعه‌ای از صفحات فلزی است که با اصابت چکش مضراب صدایی زنگدار ایجاد می‌کند.